# Nanga Parbat (1953)
Nanga Parbat ist ein Dokumentarfilm von 1953 unter der Regie von Hans Ertl, der auch das Drehbuch schrieb und die Kamera führte. Heimatkanal führte aus, dieser Film dokumentiere „mit faszinierenden Bildern die waghalsige und gefährliche Erstbesteigung des neunthöchsten Berges der Erde“.

## Handlung
„Das Ringen um den Nanga Parbat, 8.125 m, den Berg des Schreckens, ist von einer Tragik überschattet, die in der Geschichte des Kampfes um die Achttausender-Riesen unserer Erde ohne Beispiele ist. Sieben Expeditionen – darunter fünf deutsche – stürmten vergeblich diesen Westpfeiler des Himalaya. Einunddreißig Männer, Bergsteiger und Träger verschiedener Nationen, ließen dabei ihr Leben.“ Wir schreiben den 17. April 1953 als die deutsch-österreichische Willy-Merkl-Gedächtnis-Expedition sich auf den Weg macht, um den schneebedeckten Gipfel des Nanga Parbat, des neunthöchsten Berges der Erde, zu bezwingen. Geleitet wird die Expedition von dem Münchner Arzt Dr. Herrligkoffer. Per Schiff (von Genua nach Karatschi), Eisenbahn (durch Pakistan) und Flugzeug (in den Himalaya) erreichten die Expeditionsteilnehmer Pakistan. Hier wurde ihnen während einer feierlichen Zeremonie die Gipfelflagge, die Fahne Pakistans, überreicht. Bis zum Fuß des Berges wurden die mitzuführenden Lasten noch von Jeeps und Eseln befördert, dann aber war die eigene Kraft gefragt. Zu Fuß ging es über die Rakhiotbrücke, Tatu und die Märchenwiese zum Hauptlager in 3.600 m Höhe. Dort wurden Proviant und Ausrüstung in einem festen Zelt gelagert, um sukzessive von ärztlich betreuten Kräften, die mit warmer Kleidung ausgestattet worden sind, hochgetragen werden zu können.
Die Expeditionsteilnehmer finden sich am Grabe des deutschen Bergsteigers Drexel, einem der Opfer, das der Berg forderte, zusammen, um sich feierlich zu schwören: „Wir geloben in dem Ringen um einen der höchsten Gipfel unserer Erde ehrenhafte Kämpfer zu sein, die Gesetze der Kameradschaft zu achten und uns mit ganzer Kraft für die Erreichung des hohen Zieles einzusetzen. Zum Ruhme der Bergsteigerei in der ganzen Welt und zur Ehre unseres Vaterlandes. Auf unserer Expedition: Berg Heil!“ Der Aufstieg durch tiefen Schnee, über klaffende Gletscherspalten und aufgetürmte Eislawinen ist mehr als schwierig. Mit Funksprechgeräten hält man Kontakt zum Hauptlager, das auch Vorschläge für die weitere Marschroute oder nötige Korrekturen macht. Langsam kommt man voran und dem Gipfel jeden Tag ein kleines Stückchen näher. Als die Männer ihr drittes Lager in einer Höhe von 6.100 m errichtet haben, erreicht sie die Nachricht, dass der Mount Everest bezwungen worden ist. Das steigert ihre Motivation zusätzlich. Als sie Lager IV. aufgeschlagen haben, zwei kleine Zelte, in denen sie schlafen und Essen zubereiten können, erreicht sie vom Hauptlager eine Monsun-Warnung. Die Männer zeigen sich alarmiert und beunruhigt. Soll alles, was sie bisher schon geleistet haben, umsonst gewesen sein? Sie versuchen einen Vorstoß über die Rakhiot-Eiswand und geraten in orkanartige Stürme. Dann jedoch, ganz plötzlich, bessert sich das Wetter und der Himmel öffnet sich und liegt klar und blau über dem Gipfel, der greifbar nah scheint. Die Männer wissen, dass sie diese Gelegenheit nutzen müssen, überwinden die Eiswand und überschreiten den Mohrenkopf. Sie erreichen Lager V. Für Hermann Buhl gibt es nun kein Halten mehr, um Mitternacht macht er sich allein auf, den Gipfel zu erreichen. Schritt für Schritt tastet er sich voran, ohne Sauerstoffgerät und dann ist es so weit, nach übermenschlicher Anstrengung erreicht er gegen 19 Uhr den Gipfel des Nanga Parbat und setzt die pakistanische Flagge. „Der erste Mensch auf diesem einsamen Fleck, seit Bestehen unserer Erde.“ Die einbrechende Nacht ist zu gefährlich, um den Rückweg zu Lager V. anzutreten, sodass Buhl bis zum anbrechenden Morgen auf einer schmalen Felsplatte ausharren muss. Als er seine Kameraden dann nach endlos erscheinenden Stunden wieder erreicht, sind diese erleichtert, da sie schon um ihn gebangt hatten.
Die Männer haben einen Sieg errungen, an dem alle ihren Anteil haben. Der Abstieg fordert noch einmal ihre ganze Kraft. Aus der Eisregion, die über der Baumgrenze herrscht, kehren sie zurück in die grünen Wälder Pakistans. Sie werden gefeiert und Unmengen von Telegrammen erreichen die Teilnehmer der Expedition und vor allem Buhl, die ihre Anerkennung zu ihrer Leistung zum Ausdruck bringen, darunter auch die des deutschen Bundeskanzlers Konrad Adenauer und des Bundespräsidenten Theodor Heuss.

## Produktionsnotizen und Hintergrund
Der Film wurde von der Deutsche London Film Verleih GmbH (Hamburg) produziert, die Leitung lag bei Wilhelm Stöppler, der auch das Nanga-Parbat-Lied textete. Am 13. November 1953 wurde er einer FSK-Prüfung unterzogen und unter der Nummer 06975 für „Jugendgeeignet“ und „Jugendfördernd“ befunden mit dem Zusatz „feiertagsfrei“.
Der Film wurde in der Bundesrepublik Deutschland am 13. November 1953 in den Rathaus-Lichtspielen in München erstmals aufgeführt, in der Deutschen Demokratischen Republik kam er am 5. März 1954 in die Kinos. Erstmals im Fernsehen ausgestrahlt wurde Nanga Parbat am 17. Juni 1969 im ZDF.
Das Nanga-Parbat-Lied von Albert Fischer, gesungen vom Chor der ersten Hundertschaft der Bereitschaftspolizei in München, durchzieht den Film, dazwischen erklingen immer mal wieder Glocken, was den Filmkritiker Gunter Groll spötteln ließ: „Von da aus wär es nicht weit zum Nanga-Parbat-Schlager, etwa so: Eisblumen blühen auf dem Gletschergrab oder Wenn die Sonne hinterm Nanga Parbat versinkt oder Buhl, Buhl, nur Du allein.“
Hans Ertl (1908–2000) war Bergsteiger und galt als einer der besten Kameraleute seiner Zeit. Er hatte sich auf Berg-, Sport- und Expeditionsfilme spezialisiert und begleitete in dieser Funktion die Expedition zum Nanga Parbat. Um den Film und die Verwertungsrechte gab es später diverse Rechtsstreitigkeiten. Verbittert darüber zog sich Ertl von der Filmbranche zurück.
Der Nanga Parbat ist der einzige Achttausender im Westhimalaya, gelegen in Gilgit-Baltistan, dem früher als Northern Areas bezeichneten pakistanischen Teil der umstrittenen Region Kaschmir. Hermann Buhl (1924–1957) erreichte am 3. Juli 1953 nach einem 41-stündigen Alleingang den 8.125 Meter hohen Gipfel des auch als „Schicksalsberg der Deutschen“ bezeichneten Berges. Zwei seiner erfrorenen Zehen waren nicht mehr zu retten. Buhls Alleingang wurde vom Expeditionsleiter Herrligkoffer nur widerwillig gewürdigt, da Buhl sich nicht an die Vorgaben der Expeditionsleitung gehalten, sondern allein die Entscheidung getroffen hatte, zum Gipfel aufzusteigen. Sein Erfolg gab ihm nachträglich recht. Buhl betrachtete seine Erstbesteigung als persönlichen Erfolg und wollte seinen Gipfelsieg entsprechend verwerten. Herrligkoffer hatte sich jedoch alle Verwertungsrechte vorab gesichert. Gerichtliche Auseinandersetzungen um die Verwertungsrechte waren die Folge.
- Würdigung im Film: In Memoriam
- 1895 A. F. Mummery, England und zwei Gurkha-Träger
- 1934 die Deutschen Ludwig Drexel, Uli Wieland, Willo Welzenbach, Willy Merkl und sechs Sherpa-Träger
- 1937 die Deutschen und Österreicher Dr. Karl Wien, Pert Fankhauser, Adolf Göttner, Dr. Hans Hartmann, Dr. Günter Hepp, Peter Müllritter, Martin Pfeffer und neun Träger
- 1950 Crace & Thornley, England

Willy Merkl (1900–1934) war ein deutscher Ingenieur und Bergsteiger und der Halbbruder von Karl Herrligkoffer, der die Aufzeichnungen seines Bruders 1936 unter der Titel Ein Weg zum Nanga Parbat herausgab.
- DVD

Der Film ist am 1. August 2003 auf DVD erschienen, Anbieter: Studio Komplett Video.

## Kritik
Das Lexikon des internationalen Films fasste sein Urteil in dem Satz zusammen: „Trotz des nach Zeitgeschmack pathetischen Kommentartextes packend dank einer exzellenten Bild- und Farbgestaltung.“
Moviepilot sprach von einer „packenden Dokumentation, die auch ein cineastisches Juwel [sei], das unter härtesten Bedingungen entstand“ und das man Hans Ertl zu verdanken habe.

## Auszeichnungen
- 1953: Prädikat: „Besonders wertvoll“ von der FBW
- 1954: „Lobende Anerkennung“ beim Deutschen Filmpreis 1954